# Alpes Réticos ocidentais
Os Alpes Réticos ocidentais  (em alemão:  Westliche Rätische Alpen) é um maciço montanhoso que se encontram repartido pelo  Vorarlberg e Tirol na Áustria, na Lombardia e na Trentino-Alto Ádige da Itália, no cantão dos Grisões da Suíça, e que cobre o território do Liechtenstein. O cume mais alto é o Piz Bernina com 4.049 m, na Suíça.
Este é o maciço mais a Leste do Grande sector alpino dos Alpes Orientais-Centro.

## SOIUSA
A Subdivisão Orográfica Internacional Unificada do Sistema Alpesno (SOIUSA) dividiu em 2005 os Alpes em duas grandesPartes: Alpes Ocidentais e Alpes Orientais, separados pela linha formada pelo  Rio Reno - Passo de Spluga - Lago de Como - Lago de Lecco.
A secção alpina dos Alpes Réticos ocidentais é formada pelos Alpes de Platta, Alpes de Albula, Alpes de Bernina, Alpes de Livigno, Alpes de Val Mustair, Alpes de Silvretta, de Samnau e de Verwal, Alpes de Plessur e pela Cordilheira de Ratikon.

### Classificação  SOIUSA
Segundo a SOIUSA este acidente geográfico é uma Secção alpina  com as seguintes características:
- Parte = Alpes Orientais
- Grande sector alpino = Alpes Orientais-Centro
- Secção alpina = Alpes Réticos ocidentais
- Código = II/A-15

## Imagens

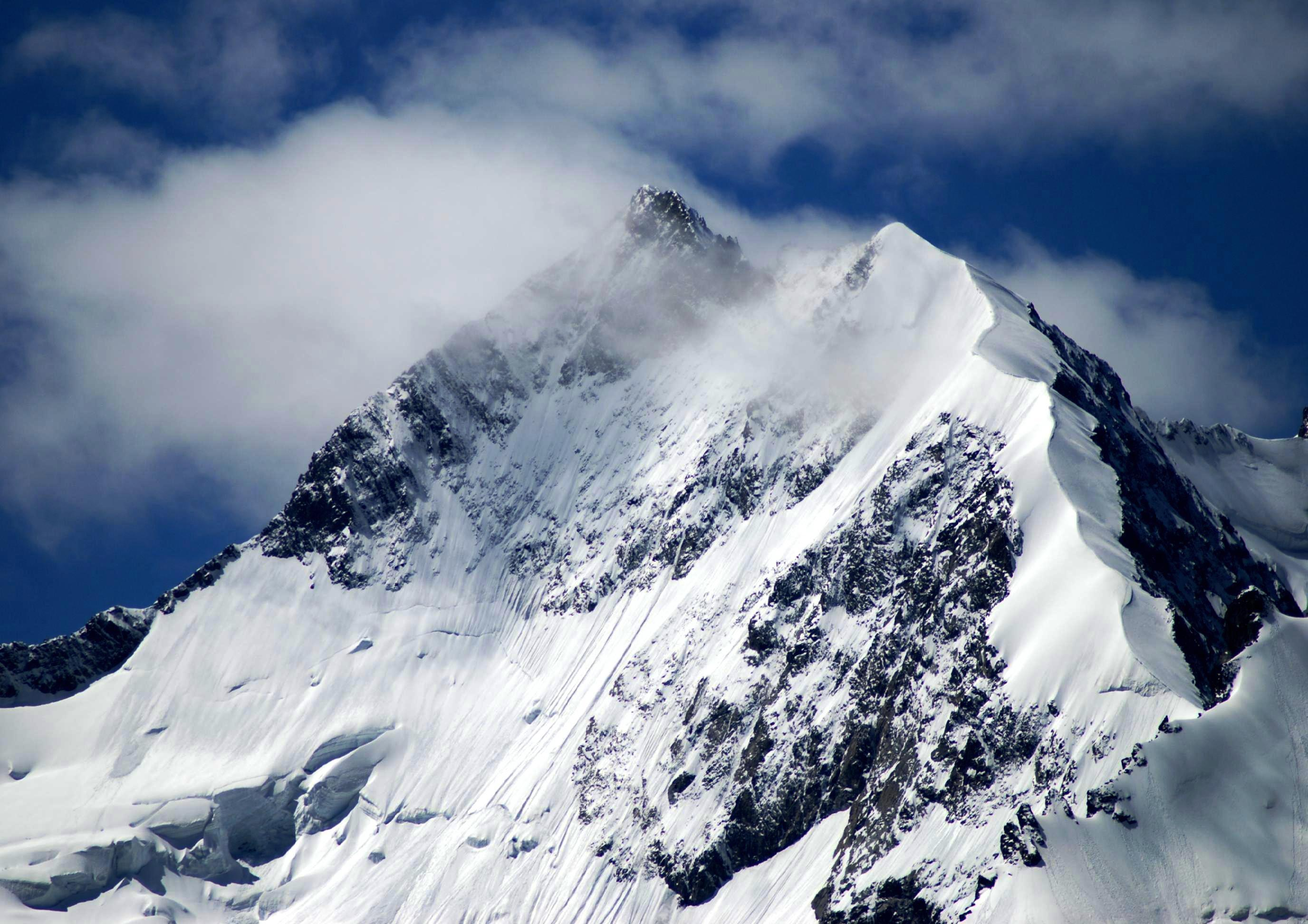
O Piz Bernina